# Уэно Тосёгу
Уэно Тосёгу (яп. 上野東照宮) — синтоистское святилище, расположенное в токийском парке Уэно.
В храме поклоняются душе Токугавы Иэясу, первого сёгуна династии Токугава, обожествлённого под посмертным именем Тосё-Дай-Гонгэн (東照大権現 «Великий бог-спаситель, что озарил Восток»). Он считается божеством-хранителем Японии.
Сандо (священный путь) храма является продолжением улицы, ведущей от центрального фонтана парка. Вход на территорию святилища отмечен рёбу-тории из чёрного гранита, установленными в 1633 году. Каменный фонарь 1632 года, расположенный перед тории — один из крупнейших в Японии, его называют оиси-доро или обакэ-доро. Кроме него, вдоль дороги стоят более 200 каменных фонарей, принесённых в дар от даймё. Дальше на сандо расположены ворота карамон, за которыми стоит пагода. Карамон украшают резные драконы работы Хидари Дзингоро, создавшего важнейшие скульптуры в Никко. Они вырезаны так реалистично, что, по легенде, они спускаются по ночам к пруду Синобадзу, чтобы попить воды.
Храм был полностью перестроен в 1651 году по указанию Токугавы Иэмицу, правнука Токугавы Иэясу, которому посвящён храм. Храм, как и прочие Тосёгу, построен в стиле гонгэн-дзукури, отличающемся пышностью; в данном стиле хондэн и хайдэн соединены узким переходом и являются частями одного здания. Крыши хондэна и хайдэна построены в стиле иримоя-дзукури (полувальмовые). На крыше хондэна есть два тиги и кацуоги, щипец хайдэна исполнен в стиле карахафу, крыша покрыта медной черепицей в китайском стиле. Потолки зданий покрыты чёрным лаком и украшены резьбой, столбы и двери позолочены.